# 1090 Sumida
1090 Sumida este un asteroid din centura principală, descoperit pe 20 februarie 1928, de Okurō Oikawa.